# Dundalk FC
El Dundalk Football Club (en irlandès: Cumann Peile Dún Dealgan) és un club de futbol irlandès de la ciutat de Dundalk.

## Història
Les primeres notícies de futbol a Dundalk aparegueren al diari Dundalk Democrat el 17 de desembre de 1892. El futbol s'inicià al voltant de les infraestructures militars i de ferrocarril. Al tombar de segle un club de la ciutat anomenat Rovers participà en la Leinster Senior League. Aquest club existí fins al 1914.
El setembre de 1903 nasqué el Great Northern Railway Association Club, també conegut com a Dundalk GNR, embrió de l'actual Dundalk Football Club. Competí a la Dundalk and District League des de 1905. Amb la independència del país s'uní a la Irish Football Association (IFA). El 1926 ingressà a la lliga irlandesa de futbol, essent el primer equip de províncies a fer-ho. El 1930 es reanomenà Dundalk F.C.. També fou el primer equip de fora de Dublín que guanyà la lliga el 1932–33. El 1936 es traslladà a Oriel Park. Entre 1903 i 1936 havia jugat a Athletic Grounds.

## Palmarès
- Lliga irlandesa de futbol: 9
  - 1932–33, 1962–63, 1966–67, 1975–76, 1978–79, 1981–82, 1987–88, 1990–91, 1994–95

- First Division: 1
  - 2000–01

- Copa irlandesa de futbol: 11
  - 1942, 1949, 1952, 1958, 1977, 1979, 1981, 1988, 2002, 2015, 2018

- Copa de la Lliga irlandesa de futbol: 4 
  - 1977-78, 1980-81, 1986-87, 1989-90

- League of Ireland Shield: 2 
  - 1966-67, 1971-72

- Top Four Cup: 2 
  - 1963-64, 1966-67

- Leinster Senior Cup: 6 
  - 1950-51, 1960-61, 1970-71, 1973-74, 1976-77, 1977-78

- President's Cup: 9 
  - 1930-31, 1951-52, 1963-64, 1964-65, 1979-80, 1980-81, 1981-82, 1988-89, 1989-90

- Dublín City Cup: 5 
  - 1937-38, 1942-43, 1948-49, 1967-68, 1968-69

- Inter City Cup: 1 
  - 1942

## Plantilla temporada 2010-2011
| N. | Pos. | Nac. | Jugador        |
| -- | ---- | --- | -------------- |
| —  | POR  | [[Fitxer:Flag of Scotland.svg\|23x15px\|border \|alt=Escòcia\|link=Selecció de futbol d'Escòcia\|{{#if:\|]]                | Peter Cherrie  |
| —  | POR  | [[Fitxer:Flag of Ireland.svg\|23x15px\|border \|alt=Irlanda\|link=Selecció de futbol de la República d'Irlanda\|{{#if:\|]] | Paul Murphy    |
| —  | DEF  | [[Fitxer:Flag of Ireland.svg\|23x15px\|border \|alt=Irlanda\|link=Selecció de futbol de la República d'Irlanda\|{{#if:\|]] | Johnny Breen   |
| —  | DEF  | [[Fitxer:Flag of Ireland.svg\|23x15px\|border \|alt=Irlanda\|link=Selecció de futbol de la República d'Irlanda\|{{#if:\|]] | Shane Guthrie  |
| —  | DEF  | [[Fitxer:Flag of Ireland.svg\|23x15px\|border \|alt=Irlanda\|link=Selecció de futbol de la República d'Irlanda\|{{#if:\|]] | Colin Hawkins  |
| —  | DEF  | [[Fitxer:Flag of England.svg\|23x15px\|border \|alt=Anglaterra\|link=Selecció de futbol d'Anglaterra\|{{#if:\|]]           | Michael Hector |
| —  | DEF  | [[Fitxer:Flag of Ireland.svg\|23x15px\|border \|alt=Irlanda\|link=Selecció de futbol de la República d'Irlanda\|{{#if:\|]] | Simon Madden   |
| —  | DEF  | [[Fitxer:Flag of Ireland.svg\|23x15px\|border \|alt=Irlanda\|link=Selecció de futbol de la República d'Irlanda\|{{#if:\|]] | Nathan Murphy  |
| —  | DEF  | [[Fitxer:Flag of Ireland.svg\|23x15px\|border \|alt=Irlanda\|link=Selecció de futbol de la República d'Irlanda\|{{#if:\|]] | Eoghan Osborne |
| —  | MIG  | [[Fitxer:Flag of England.svg\|23x15px\|border \|alt=Anglaterra\|link=Selecció de futbol d'Anglaterra\|{{#if:\|]]           | Dean Bennet    |

| N. | Pos. | Nac. | Jugador          |
| -- | ---- | --- | ---------------- |
| —  | MIG  | [[Fitxer:Flag of Ireland.svg\|23x15px\|border \|alt=Irlanda\|link=Selecció de futbol de la República d'Irlanda\|{{#if:\|]] | Greg Bolger      |
| —  | MIG  | [[Fitxer:Flag of Ireland.svg\|23x15px\|border \|alt=Irlanda\|link=Selecció de futbol de la República d'Irlanda\|{{#if:\|]] | Stephen Maher    |
| —  | MIG  | [[Fitxer:Flag of Ireland.svg\|23x15px\|border \|alt=Irlanda\|link=Selecció de futbol de la República d'Irlanda\|{{#if:\|]] | Stephen McDonell |
| —  | MIG  | [[Fitxer:Flag of Ireland.svg\|23x15px\|border \|alt=Irlanda\|link=Selecció de futbol de la República d'Irlanda\|{{#if:\|]] | Keith Ward       |
| —  | DAV  | [[Fitxer:Flag of Ireland.svg\|23x15px\|border \|alt=Irlanda\|link=Selecció de futbol de la República d'Irlanda\|{{#if:\|]] | Ross Gaynor      |
| —  | DAV  | [[Fitxer:Flag of Ireland.svg\|23x15px\|border \|alt=Irlanda\|link=Selecció de futbol de la República d'Irlanda\|{{#if:\|]] | Daniel Kearns    |
| —  | DAV  | [[Fitxer:Flag of Ireland.svg\|23x15px\|border \|alt=Irlanda\|link=Selecció de futbol de la República d'Irlanda\|{{#if:\|]] | Jason Byrne      |
| —  | DAV  | [[Fitxer:Flag of Ireland.svg\|23x15px\|border \|alt=Irlanda\|link=Selecció de futbol de la República d'Irlanda\|{{#if:\|]] | Mark Griffin     |
| —  | DAV  | [[Fitxer:Flag of Ireland.svg\|23x15px\|border \|alt=Irlanda\|link=Selecció de futbol de la República d'Irlanda\|{{#if:\|]] | Mark Quigley     |

## Jugadors destacats
| - Synan Braddish - Peter Corr - Tony Cousins - Eamonn Gregg - Ken DeMange - Eoin Hand - Cathal Muckian - Tommy McConville - Dermot Keely - Jimmy Kelly | - Turlough O'Connor - Steve Staunton - Tommy Traynor - Paul Futcher - Mick Hoy - Jim McLaughlin - Peter McParland - Dave D'Errico - Bobby Smith |

## Entrenadors destacats
| - Liam Tuohy: 1969-1972 - Fran Brennan: 1973-1974 - Jim McLaughlin: 1974-1983 - John Dempsey: 1983-1984 - Turlough O'Connor: 1985-1994 - Dermot Keely: 1994-1996 - Martin Murray: 2000-2002 - Jim Gannon: 2004-2005 | Colors del Dundalk GNR (1903-1930) |